# 圣日耳曼达尔塞
圣日耳曼达尔塞（法語：Saint-Germain-d'Arcé，法語發音：[sɛ̃ ʒɛʁmɛ̃ daʁse]）是法国萨尔特省的一个市镇，属于拉弗莱什区。

## 地理
圣日耳曼达尔塞（47°37'24"N, 0°17'28"E）面积29.19 平方千米，位于法国卢瓦尔河地区大区萨尔特省，该省份为法国西北部内陆省份，北起顺时针与奥恩省、厄尔-卢瓦省、卢瓦-谢尔省、安德尔-卢瓦尔省、曼恩-卢瓦尔省和马耶讷省接壤，是法国大西部的入口，连接卢瓦尔河谷、布列塔尼和巴黎盆地。
与圣日耳曼达尔塞接壤的市镇（或旧市镇、城区）包括：瓦斯、维利耶欧布安、欧比涅拉康、卢瓦河畔拉布吕埃尔、拉沙佩勒欧舒、舍尼。

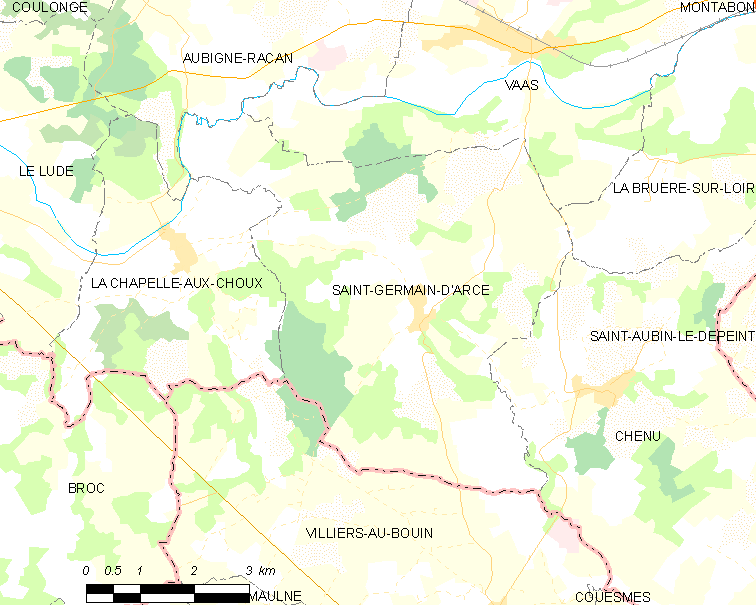
圣日耳曼达尔塞的OSM定位图

圣日耳曼达尔塞的时区为UTC+01:00、UTC+02:00（夏令时）。

## 行政
圣日耳曼达尔塞的邮政编码为72800，INSEE市镇编码为72283。

## 政治
圣日耳曼达尔塞所属的省级选区为勒吕德县。

## 人口

1962-2008年间圣日耳曼达尔塞人口变化图示

圣日耳曼达尔塞于2022年1月1日时的人口数量为346人。